# Peter Jupke
Peter Jupke (Ingolstadt, RFA, 3 de junio de 1957) es un deportista alemán que compitió para la RFA en judo. Ganó una medalla en el Campeonato Mundial de Judo de 1985, y dos medallas en el Campeonato Europeo de Judo en los años 1983 y 1986.

## Palmarés internacional
| Campeonato Mundial | Campeonato Mundial    | Campeonato Mundial | Campeonato Mundial |
| Año                | Lugar                 | Medalla            | Categoría          |
| ------------------ | --------------------- | ------------------ | ------------------ |
| 1985               | Seúl (Corea del Sur)  | Medalla de plata   | –60 kg             |
| Campeonato Europeo |                       |                    |                    |
| Año                | Lugar                 | Medalla            | Categoría          |
| 1983               | París (Francia)       | Medalla de bronce  | –60 kg             |
| 1986               | Belgrado (Yugoslavia) | Medalla de plata   | –60 kg             |